# Alfred Fröhlich (Mediziner)

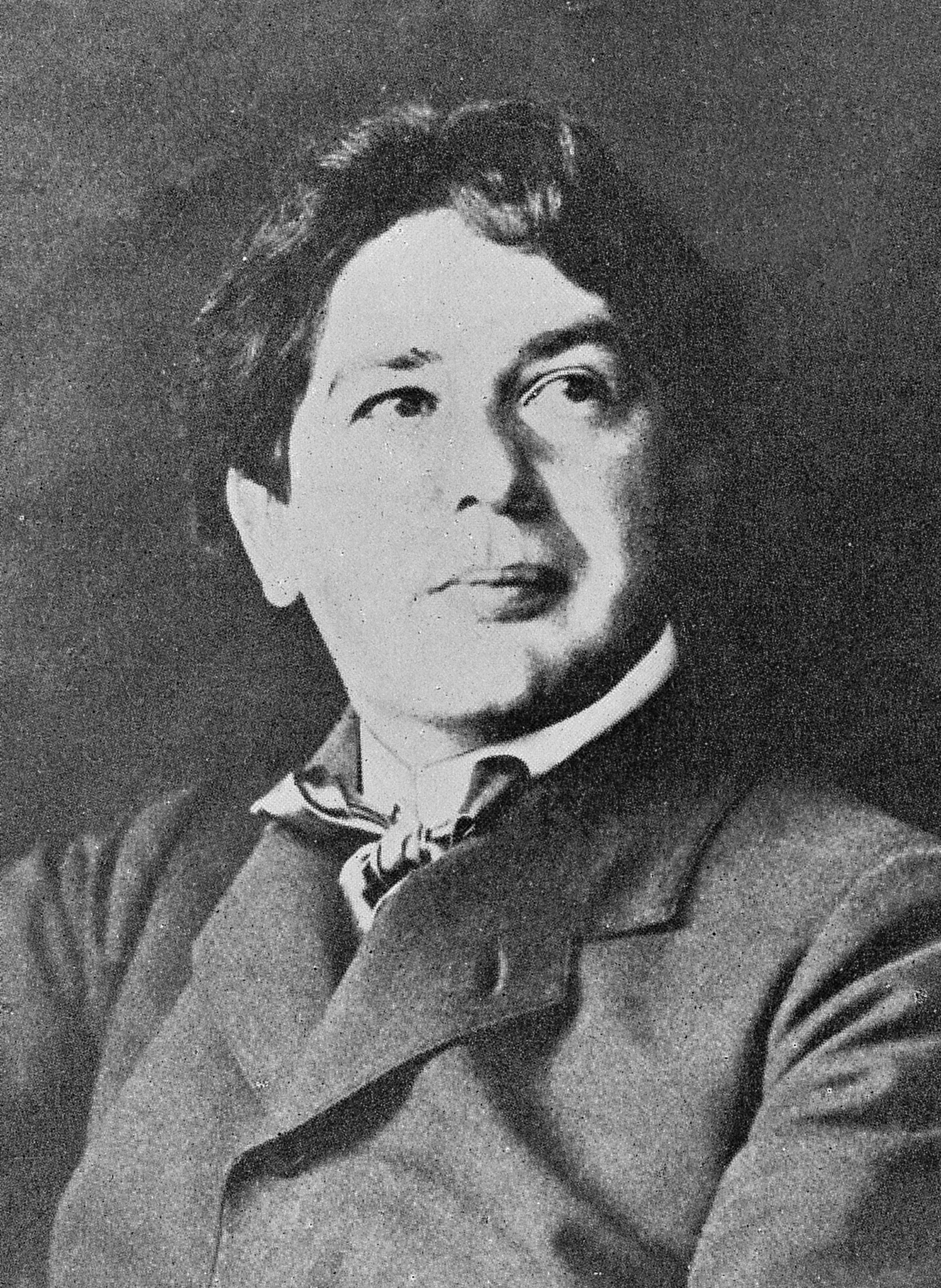
Alfred Fröhlich, vor 1922

Alfred Fröhlich (* 15. August 1871 in Wien; † 22. März 1953 in Cincinnati) war ein österreichischer Pathologe und Pharmakologe. Nach ihm ist das durch Adipositas aufgrund eines Hypophysen- bzw. Hypothalamustumors gekennzeichnete Fröhlich-Syndrom benannt.

## Leben
Fröhlich schloss 1895 an der Universität Wien sein Medizinstudium ab. Danach arbeitete er bei Hermann Nothnagel, Lothar von Frankl-Hochwart und Samuel Siegfried Karl von Basch. Aus der Zeit in der Nervenambulanz bei Frankl-Hochwart stammt (als sechste wissenschaftliche Arbeit Fröhlichs) die Beschreibung eines Falles von Hypophysentumor ohne Akromegalie mit typischem pathologischen Fettverteilungsmuster, auf den sich die Bezeichnung dieses auch Dystrophia adiposogenitalis genannte Krankheitsbildes als Fröhlich-Syndrom gründet, das Fröhlich 1901 als Dysfunktion der Hypophyse beschrieb.
Fröhlich war mit Harvey Cushing befreundet, den er während eines Aufenthaltes 1901 bei Charles Scott Sherrington in Liverpool kennengelernt hatte. 1904 begann er bei John Newport Langley in Cambridge Untersuchungen über das vegetative Nervensystem.
Ab 1905 arbeitete er im Institut für Pharmakologie an der Universität Wien, zuerst unter Hans Horst Meyer, dann unter Ernst Peter Pick. Mit Otto Loewi entdeckte er die Sensibilisierung von Geweben – speziell der Iris – gegenüber Adrenalin durch Kokain. Außerhalb seines eigenen Laboratoriums verbrachte er Zeit in der Zoologischen Station Neapel, im Meeresbiologischen Institut Helgoland sowie im Meeresbiologischen Laboratorium Woods Hole.
1906 habilitierte er sich für experimentelle Pathologie und 1910 für Pharmakologie. Er war Mitbegründer und langjähriger Generalsekretär der Wiener Biologischen Gesellschaft. Aufgrund seiner Arbeiten auf dem Gebiet der Pharmakologie des vegetativen Nervensystems und der Endokrinologie wurde er 1911 zum außerordentlichen und 1922 zum ordentlichen Professor ernannt. 1939 musste er in die USA emigrieren. Dort setzte er am May Institute of Medical Research des Jewish Hospital of Cincinnati seine Forschungen über das Zentralnervensystem fort.
Alfred Fröhlich liebte Musik und Literatur. Er nahm Stunden in Harmonielehre bei Anton Bruckner und war mit Rudyard Kipling befreundet. In seinen letzten Lebensjahren begann er zu erblinden, konnte aber mit Hilfe seiner Frau Ilse geborene Baronesse von Tiesenhausen, die mit ihm aus Österreich emigriert war, seine Studien fortsetzen. Er starb nach kurzer Krankheit.

## Schriften
- Ein Fall von Tumor der Hypophysis cerebri ohne Akromegalie. In: Wiener klinische Rundschau. Band 15, Nr. 47, 1901, S. 883–886; Nr. 48, S. 906–908.
- mit Otto Loewi: Über eine Steigerung der Adrenalinempfindlichkeit durch Cocaïn. In: Archiv für experimentelle Pathologie und Pharmakologie. Band 62, Nr. 2–3, 1910, S. 159–169, doi:10.1007/bf01840652.
- mit Richard Wasicky: Taschenbuch der ökonomischen und rationellen Rezeptur. Urban & Schwarzenberg, Berlin u. a. 1921, (2., vermehrte Auflage. ebenda 1923; 3., vermehrte Auflage. ebenda 1936).
- Pharmakologie des Zentralnervensystems. In: Handbuch der normalen und pathologischen Physiologie. Band 10: Spezielle Physiologie des Zentralnervensystems der Wirbeltiere. Springer, Berlin u. a. 1927, S. 1018–1047.
- Pharmakologie des vegetativen (autonomen) Nervensystems. In: Handbuch der normalen und pathologischen Physiologie. Band 10: Spezielle Physiologie des Zentralnervensystems der Wirbeltiere. Springer, Berlin u. a. 1927, S. 1095–1148.
- Allgemein lähmende und erregbarkeitssteigernde Gifte. In: Handbuch der normalen und pathologischen Physiologie. Band 9: Allgemeine Physiologie der Nerven und des Zentralnervensystems. Springer, Berlin u. a. 1929, S. 612–621, doi:10.1007/978-3-642-47418-7_16.